# Аслаев, Сагит Тухватович
Сагит Тухватович Аслаев (род. 1 ноября 1954, 1-е Иткулово, Башкирская АССР) — советский и российский тренер и преподаватель по боксу. Заслуженный тренер России (2003). Профессор (2004). Кандидат педагогических наук (2007).

## Биография
Сагит Тухватович Аслаев родился 1 ноября 1954 года в деревне 1-е Иткулово Баймакского района Башкирской АССР. Отец — Тухват Халимович Аслаев. В 1976 году Сагит окончил Волгоградский институт физической культуры.
В 1978 году начал работать в башкирском областном совете ДСО «Трудовые резервы». В 1982 году стал старшим тренером школы высшего спортивного мастерства. В 1986 году перешёл работать в уфимскую СДЮШОР № 4.
В 1988 году был назначен тренером сборной команды СССР по боксу. В 1992—1996 годах также работал в сборной команды России. С 1992 года является главным тренером сборной команды Республики Башкортостан.
В 2001 году Сагит Тухватович стал заведующим кафедрой физического воспитания и спорта Башкирского государственного университета (ныне Уфимский университет науки и технологий), с 2003 года — проректор по спортивно-оздоровительной работе.
В 2007 году защитил диссертацию на тему «Формирование умений педагогического общения у учителей физической культуры в процессе интерактивного обучения» и получил степень «кандидат педагогических наук».
За годы тренерской и преподавательской работы Сагит Тухватович подготовил нескольких мастеров спорта международного класса, а также более 50 мастеров спорта СССР и России, среди которых:
- Владимир Ганченко — чемпион России по боксу 1992 года в категории до 48 кг, участник Олимпийских игр 1992 года[4];
- Ринат Гизатуллин — чемпион России по боксу 1992 года в категории до 63,5 кг.[5];
- Рамиль Хуснутдинов — чемпион России по боксу 1995 года в категории до 48 кг[6];
- Эльвир Касимов — чемпион мира по кикбоксингу 2000 года[7][8].

## Награды и звания
- Почётное звание «Заслуженный работник физической культуры Башкирской ССР» (1991).
- Почётное звание «Заслуженный работник физической культуры Российской Федерации» (1999)[9].
- Отличник образования Республики Башкортостан (2001).
- Почётное звание «Заслуженный тренер России» (2003).
- Почётный работник высшего профессионального образования Российской Федерации.
- Орден Салавата Юлаева (2014)[10].

## Публикации
- Аслаев С. Т., Асадуллин Р. Н. Место интерактивного обучения в формировании педагогического общения у учителей физической культуры // Вестник Башкирского университета. — 2006.
- Аслаев С. Т., Шаяхметова Э. Ш., Румянцева Э. Р. Динамика сенсомоторного реагирования и чувства времени в процессе адаптации боксеров к тренировочным нагрузкам // Вестник Башкирского университета. — 2012.